# Esteban Tuero
Esteban Tuero (Buenos Aires, Argentína, 1978. április 22. –) argentin autóversenyző, aki 1998-ban a Minardiban versenyzett a Formula–1-ben .
Esteban akkor született, amikor Nelson Piquet és Alain Prost karrierjük kezdetén tartottak. Szülővárosában rendezték meg az argentin nagydíjakat.
Amikor 1998-ban 19 évesen debütált a Minardi színeiben az ausztrál nagydíjon, minden idők harmadik legfiatalabb Formula–1-es pilótájának számított. Csekély tapasztalata és a gyengélkedő Minardi miatt nem tudta eredményekre váltani tehetségét. A szezon utolsó versenyén Suzukában a japán nagydíjon a hazai Toranoszuke Takagi Tyrrell-jével ütközve nyaksérülést szenvedett, melynek következtében azonnal visszavonult a Formula–1-től, meglepve mind a Minardi csapatát, mind az egész utazó cirkuszt. Egyes hírek szerint a Benetton csapata akart számára tesztlehetőséget biztosítani, amelyre így természetesen nem került sor.

## Eredményei

### Teljes Formula–1-es eredménysorozata
(Táblázat értelmezése)

(Félkövér: pole-pozícióból indult; dőlt: leggyorsabb kört futott) 

| Év   | Csapat  | 1      | 2      | 3      | 4     | 5      | 6      | 7      | 8      | 9      | 10     | 11     | 12     | 13     | 14     | 15     | 16     | Helyezés | Pont |
| ---- | ------- | ------ | ------ | ------ | ----- | ------ | ------ | ------ | ------ | ------ | ------ | ------ | ------ | ------ | ------ | ------ | ------ | -------- | ---- |
| 1998 | Minardi | AUS Ki | BRA Ki | ARG Ki | SMR 8 | ESP 15 | MON Ki | CAN Ki | FRA Ki | GBR Ki | AUT Ki | GER 16 | HUN Ki | BEL Ki | ITA 11 | LUX Hn | JPN Ki | 19.      | 0    |

## Fordítás
- Ez a szócikk részben vagy egészben  az   Esteban Tuero című angol Wikipédia-szócikk fordításán alapul.  Az eredeti cikk szerkesztőit annak laptörténete sorolja fel. Ez a jelzés csupán a megfogalmazás eredetét és a szerzői jogokat jelzi, nem szolgál a cikkben szereplő információk forrásmegjelöléseként.